# 6540 Stepling
6540 Stepling este un asteroid din centura principală de asteroizi, denumit după astronomul iezuit Joseph Stepling.

## Descriere
6540 Stepling este un asteroid din centura principală de asteroizi. A fost descoperit pe 16 septembrie 1982 la Observatorul Kleť de Antonín Mrkos. Asteroidul prezintă o orbită caracterizată de o semiaxă mare de 2,20 ua, o excentricitate de 0,17 și o înclinație de 4,7° în raport cu ecliptica.